# Frederiksstaden

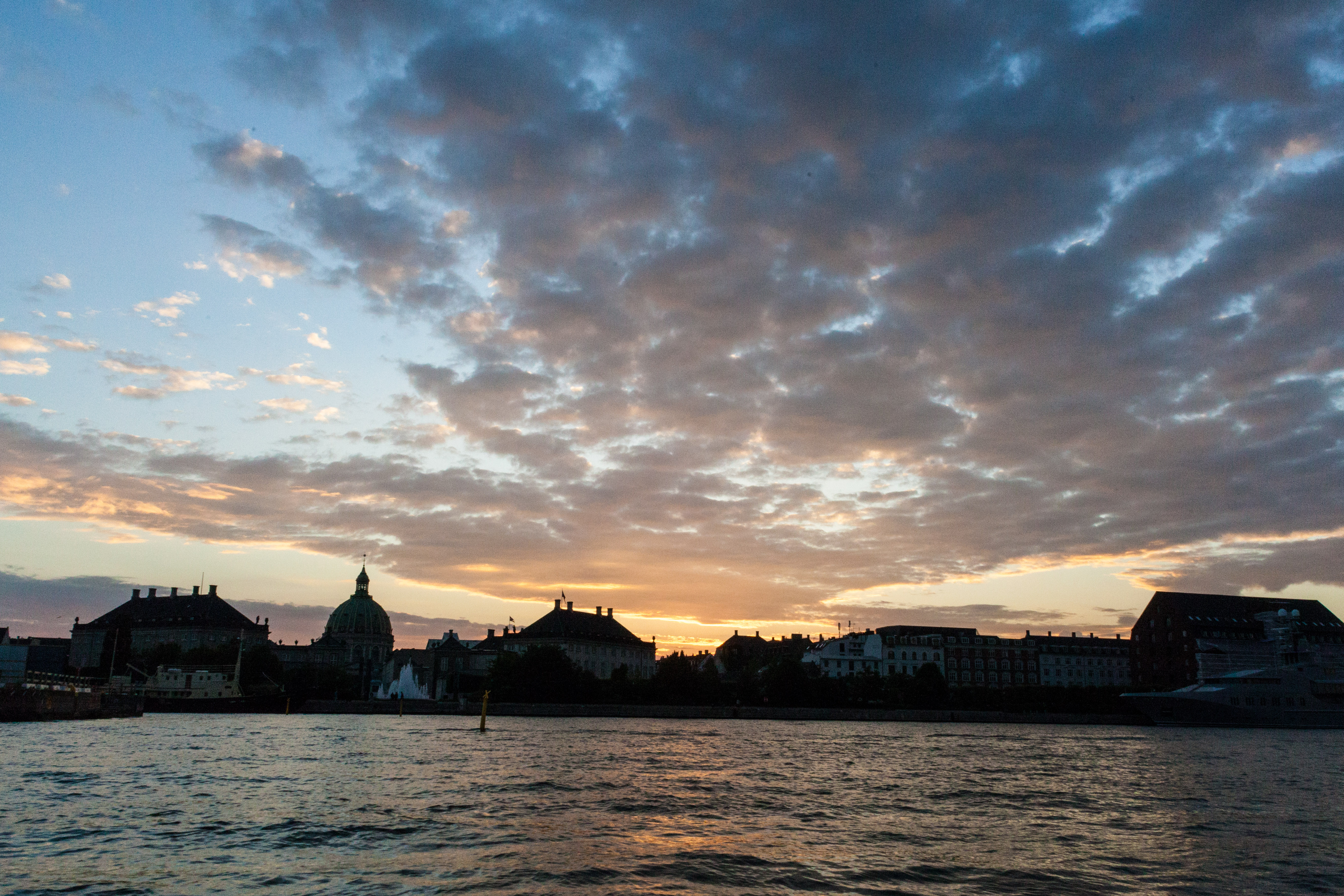
Zachód słońca nad Frederiksstaden

Frederiksstaden – dzielnica stolicy Danii, Kopenhagi. Obszar ten zbudowany został za panowania Fryderyka V w drugiej połowie XVIII wieku. Dzielnica Frederiksstaden uważana jest za jeden z największych rokokowych kompleksów w Europie, co przyczyniło się do włączenia w 2006 roku Frederiksstaden do Kanonu Kultury Duńskiej.

## Historia powstania
Rozpoczęcie założenia wypada na rok 1747, kiedy król Fryderyk V wystąpił z inicjatywą zbudowania nowej dzielnicy – z pałacami szlacheckimi, mieszczańskimi domami, kościołem i szpitalem – która została zbudowana za jego panowania i nazwana na jego cześć.
Podobnie jak w przypadku wielu innych projektów budowlanych z tego okresu, celem Frederiksstaden było gloryfikowanie monarchii absolutnej. Projekt powstał w wyniku całkowitego zbiegu okoliczności, do którego przyczyniły się dwa powody: po pierwsze Dania przeżywała boom gospodarczy i przedsiębiorcy potrzebowali nowego osiedla w pobliżu portu z budynkami mieszkalnymi, administracyjnymi i magazynami, a po drugie król chciał uczcić 300-lecie królewskiego domu w Oldenburgu projektem, który przyciągnie uwagę.

## Architekt
Architektem całego projektu był nadworny architekt króla, Nicolai Eigtved, który w 1749 roku otrzymał zlecenie zaprojektowania nowoczesnego modelowego kwartału w rejonie Amalienborg. Król Fryderyk V żądał bardzo sztywnych reguł: wszystkie wysokości budynków, okna i gzymsy miały być wyrównane, a Eigtved miał sam zaprojektować lub zatwierdzać wszystkie szczegółowe plany budowlane, tak aby zapewnić jednorodność. W efekcie powstała dzielnica na planie prostokąta z prostokątną siatką ulic, wypełniona pałacami i holistycznym stylem prac budowlanych. Jej zwieńczeniem jest plac z czterema identycznymi fasadami pałaców i konnym pomnikiem Fryderyka V. Frederiksstaden jest postrzegane jako punkt kulminacyjny w europejskim planowaniu miast i architekturze. Cała dzielnica uchodzi za arcydzieło europejskiej architektury rokoko i dorównuje projektom z tego samego okresu w miastach takich jak Paryż, Wiedeń czy Berlin. Od czasu spalenia zamku Christiansborg w 1794 roku w pałacach na tym placu rezyduje rodzina królewska.